# Condado de Mathian
El condado de Mathian es un título nobiliario español creado por el rey Alfonso XII en favor de José Casani (Cassani) y Crón mediante real decreto del 7 de febrero de 1876 y despacho expedido el 19 de julio de 1878.
En 1991 fue rehabilitado por el rey Juan Carlos I en favor de Fernando Lloréns Cassani.

## Condes de Mathian
|                                  | Titular                  | Periodo                  |
| Creación por Alfonso XII         | Creación por Alfonso XII | Creación por Alfonso XII |
| -------------------------------- | ------------------------ | ------------------------ |
| I                                | José Casani y Crón       | 1878-1888                |
| II                               | Luis Casani y Cron       | 1889-¿?                  |
| Rehabilitación por Juan Carlos I |                          |                          |
| III                              | Fernando Lloréns Casani  | 1991-hoy                 |

## Historia de los condes de Mathian
- José Casani y Crón (m. Tolousse, Francia, 20 de febrero de 1888), I conde de Mathian, cónsul de España, Gran Cruz de la Orden de Isabel la Católica, caballero de la Orden de Santiago, comendador de la Legión de Honor.[3][4]

Casó con Teresa Romanos y Rizo. El 9 de octubre de 1889 le sucedió su hermano:
- Luis Casani y Cron, II conde de Mathian.

El 4 de febrero de 1969, José Antonio Casani y Ruano solicitó la rehabilitación del título, sin éxito. La rehabilitación llegó por real decreto del 14 de marzo de 1991 (BOE del 9 de abril) en favor de Fernando Lloréns Casani, que la había solicitado en su favor el 17 de febrero de 1986 y quien sucedió formalmente por carta de sucesión del 25 de junio de 1991:
- Fernando Lloréns Casani (n. Ceuta, 2 de febrero de 1943), III conde de Mathian.[9]

Casó el 14 de septiembre de 1968, en Oviedo, con María Isabel Álvarez Pérez-Argüelles.